# Iglesia de La Merced (Antigua Guatemala)
La Iglesia de la Merced es un templo católico ubicado en la ciudad de la Antigua Guatemala en Guatemala. El arquitecto Juan de Dios Estrada estuvo a cargo de su construcción desde 1749. El templo fue inaugurado en 1767.

## Descripción

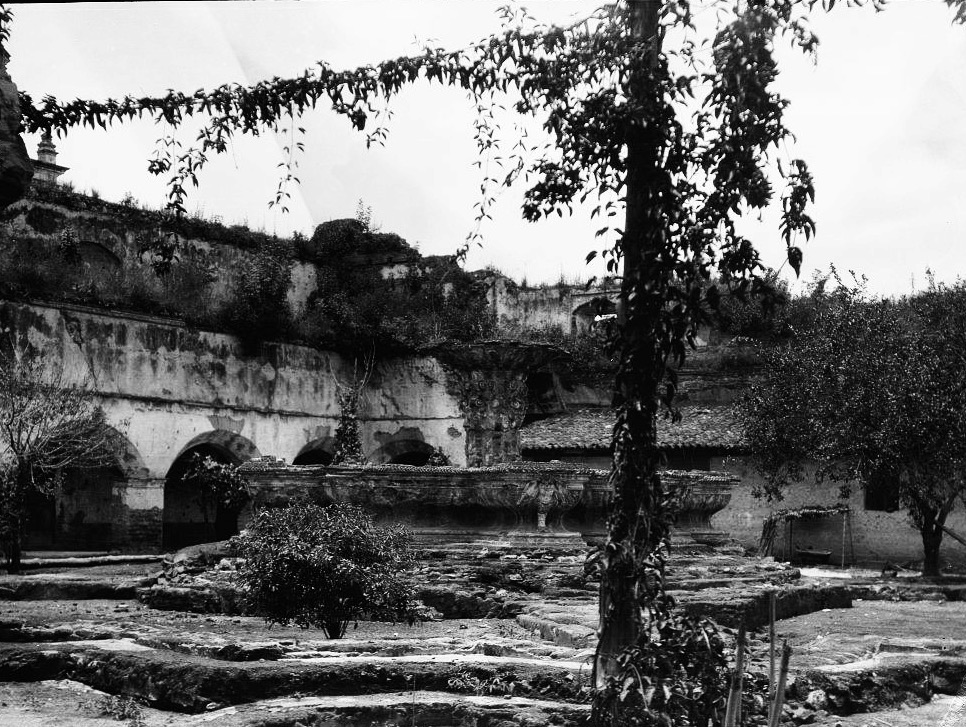
«Fuente de los Pescados» sobrevivió al terremoto, en 1916.

De estilo Ultrabarroco guatemalteco, este templo cuenta con dos torres-campanarios. En la fachada de la iglesia, en su parte superior está una escultura de San Pedro Nolasco, fundador de la Orden Mercedaria. Abajo aparece Nuestra Señora de las Mercedes y el escudo mercedario. Las esculturas en estuco y ladrillo de San Ramón Nonato y San Pedro Armengol se encuentran al lado izquierdo de la fachada. San Pedro Pascual y Santa María de Cervelló, primera monja mercedaria se encuentran al lado derecho.
La «Fuente de Pescados», data del siglo xviii y fue restaurada en 1944; con veintisiete metros de diámetro, es una de las fuentes coloniales más grandes en América Latina. La fuente tiene la forma de un lirio acuático, una flor muy común en las tierras bajas guatemaltecas, sobre todos en los lagos y lagunas.  En simbología de los antiguos pueblos mayas, está asociada con la creación: un dios creó un lirio acuático de donde salió e resto de dioses.

## Historia

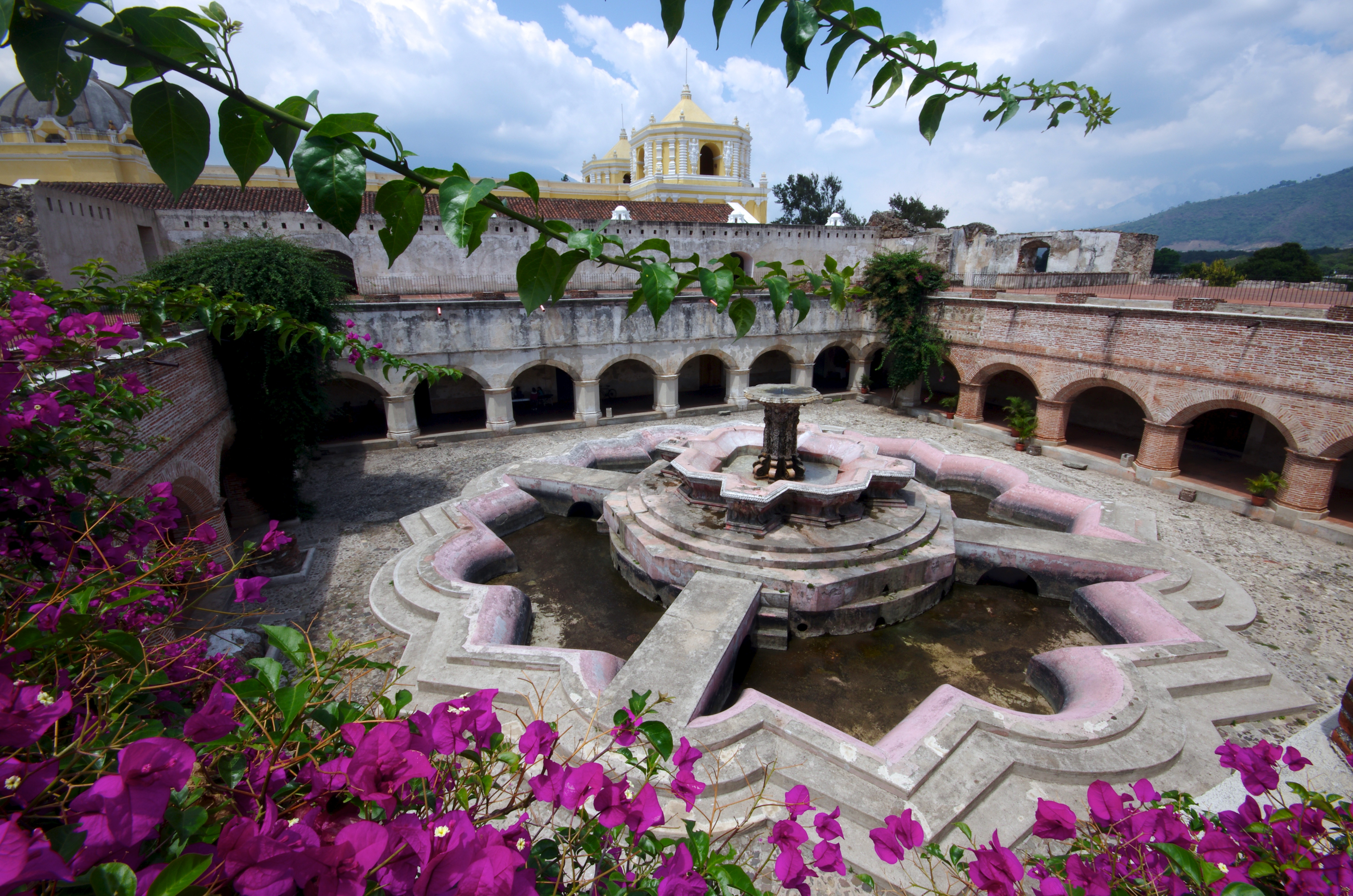
«Fuente de Pescados» del convento mercedario en 2011.

Escudo de armas de la Orden de la Merced.

Fray Marcos Dardón llegó a América Central con los conquistadores españoles y participó activamente en la futura provincia de la Merced de Guatemala, creada poco después de su muerte. El obispo de la diócesis, Francisco Marroquín, lo trajo consigo a Guatemala, hacia 1537. Los mercedarios se asentaron en el Valle de Almolonga y cinco años después, tras el deslave del Volcán de Agua se trasladaron al Valle de Panchoy. Por ese entonces, fray Marcos se hallaba en la provincia de Chiapas, desempeñando el cargo de protector de indios. Y algún tiempo después,, en 1546, pasó a Guatemala, donde desempeñó sucesivamente los cargos de comendador del convento de la ciudad y de vicario provincial.
El obispo Francisco Marroquín afirmó que los mercedarios fueron los primeros que se radicaron y perseveraron en la ciudad de Guatemala.. Pero su campo de apostolado lo extendieron fuera de la propia ciudad, por las tierras que en el siglo xxi integran los departamentos guatemaltecos de Quetzaltenango, San Marcos y Huehuetenango, donde tuvieron un gran número de doctrinas, que multiplicaron más durante los últimos años del siglo xvi o principios del xviii.
Hacia 1550, a petición del licenciado López Cerrato, presidente de la Audiencia, fray Marcos promovió la fundación de las casas de Gracia de Dios, Tencoa y Valladolid de Comayagua; las tres en la región hondureña, para que sus religiosos se encargasen de la doctrina de los naturales. Los dos primeros fueron fundados por fray Nicolás del Valle, quien en 1565, presenta un memorial al Consejo de Indias, solicitando ayuda para los tres conventos, donde los mercedarios, “que predican el santo evangelio”, no han gozado de la protección real.
Contando con núcleos de conventos, en 1561 se fundó la provincia de Nuestra Señora de la Merced de Guatemala, que comprendía, además de Guatemala y Honduras, las regiones de San Salvador, Nicaragua, Costa Rica y, por algunos años, hasta que se erigió en provincia independiente, también la región de México
En 1565 se creó la provincia mercedaria de la Presentación de Guatemala. Durante la primera parte del siglo xvii tenían a su cargo la evangelización de algunos pueblos alrededor de la ciudad de Santiago, que con el paso del tiempo pasaron a formar parte de la ciudad. Los mercedarios eran propietarios del ingenio «La Vega» y el trapiche «Nuestra Señora del Buen Suceso de Pechar»; también construyeron el colegio «San Gerónimo», pero les fue decomisado en 1763 por no tener licencia real y fue utilizado como la Real Aduana.
En 1761 llegó a la Santiago de los Caballeros de Guatemala el nuevo capitán general, Alonso Fernández de Heredia, quien era mariscal de campo de los reales ejércitos y ya había sido gobernador de Nicaragua, Comayagua, Florida y Yucatán; el nuevo gobernante donó cuatro mil pesos para la construcción de la Iglesia de la Merced. El templo fue dedicado en 1767, apenas seis años antes de los Terremotos de Santa Marta, a los que resistió gracias a las nuevas técnicas de construcción utilizadas. En la fachada de la iglesia, en su parte superior está una escultura de San Pedro Nolasco, fundador de la Orden Mercedaria. Abajo aparece Nuestra Señora de las Mercedes y el escudo mercedario. Las esculturas en estuco y ladrillo de los santos mercedarios San Ramón Nonato y San Pedro Armengol se encuentran al lado izquierdo de la fachada. San Pedro Pascual y Santa María de Cervelló, primera monja mercedaria se encuentran al lado derecho.

### Reformas borbónicas

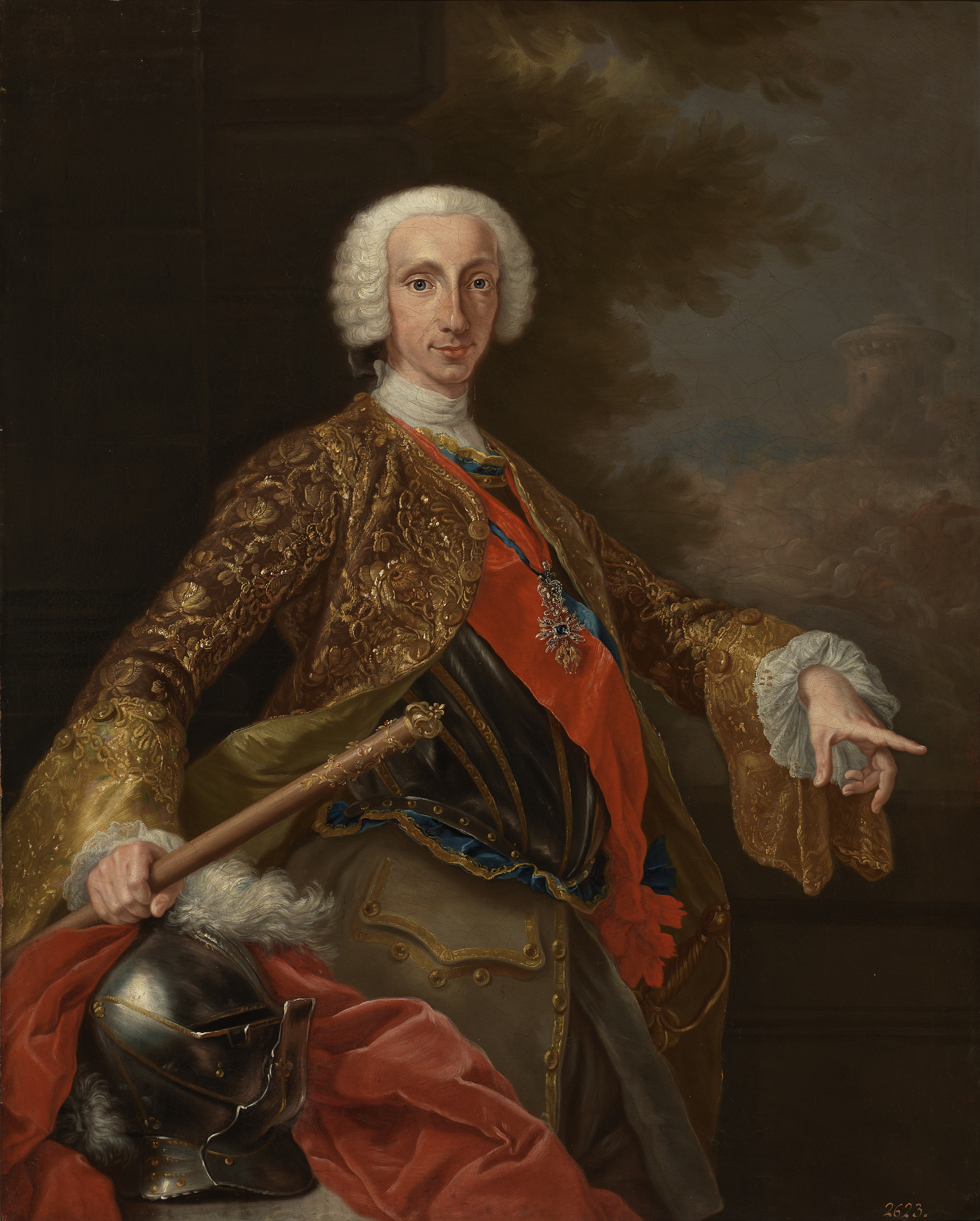
Rey Carlos III de España, promotor de las reformas borbónicas.

En 1754, en virtud de una Real Cédula parte de las Reformas Borbónicas, todos los curatos de las órdenes regulares fueron traspasados al clero secular.
En 1765 se publicaron las reformas borbónicas de la Corona española, que pretendían recuperar el poder real sobre las colonias y aumentar la recaudación fiscal. Con estas reformas se crearon los estancos para controlar la producción de las bebidas embriagantes, el tabaco, la pólvora, los naipes y el patio de gallos. La real hacienda subastaba el estanco anualmente y un particular lo compraba, convirtiéndose así en el dueño del monopolio de cierto producto. Ese mismo año se crearon cuatro subdelegaciones de la Real Hacienda en San Salvador, Ciudad Real, Comayagua y León y la estructura político administrativa del Reino de Guatemala cambió a quince provincias:
Además de esta redistribución administrativa, la corona española estableció una política tendiente a disminuir el poder de la Iglesia católica, el cual hasta ese momento era prácticamente absoluto sobre los vasallos españoles. La política de disminución de poder de la iglesia se basaba en la Ilustración y tenía seis puntos principales:
1. Declive del legado cultural jesuítico
2. Tendencia hacia una cultura laica y secularizada
3. Actitud decididamente racionalista, de herencia cartesiana
4. Valoración de la ciencia natural sobre el dogma religioso
5. Una crítica al papel de la Iglesia dentro de la sociedad y de sus organismos derivados, sobre todo de las cofradías y hermandades..[19][20]
6. Favorecimiento del regalismo.

### Terremotos de Santa Marta

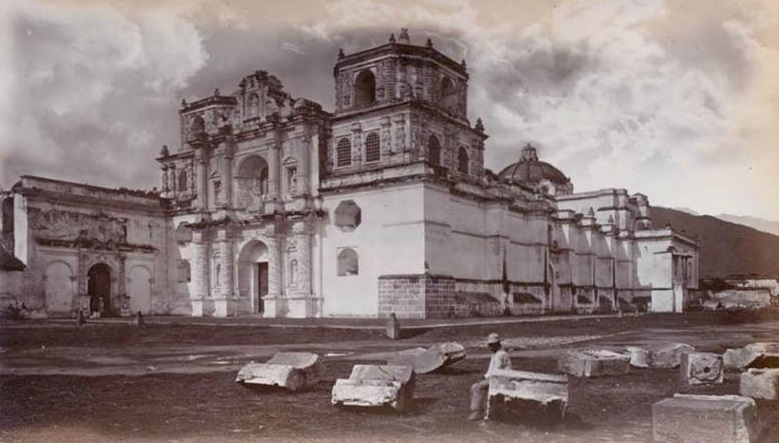
Imagen de La Merced en 1875. Se observa el buen estado en que se encuentra el templo, tras haber resistido los terremotos de 1773. Fotografía de Eadweard Muybridge.

En 1773, la ciudad de Santiago de los Caballeros fue destruida por los terremotos de Santa Marta;  pero como la iglesia de Nuestra Señora de las Mercedes -u «Oratorio de la Merced», como se le conoció en el siglo xix— no sufrió mayores daños por ser prácticamente nueva, siguió abierta al culto, conservando sus imágenes y retablos.

### Traslado de la imagen de Jesús Nazareno a la Nueva Guatemala

#### Traslado
En 1776, la capital fue trasladada a la ciudad de Nueva Guatemala de la Asunción luego que los terremotos de Santa Marta de 1773 arruinaran la ciudad de Santiago de los Caballeros de Guatemala por tercera ocasión en el mismo siglo y las autoridades civiles utilizaran eso como excusa para debilitar a las autoridades eclesiásticas —siguiendo las recomendaciones de las Reformas Borbónicas emprendidas por la corona española en la segunda mitad del siglo xviii— obligando a las órdenes regulares a trasladarse de sus majestuosos conventos a frágiles estructuras temporales en la nueva ciudad.
Una de las medidas tomadas por el presidente de la audiencia Martín de Mayorga, para forzar el traslado de la ciudad y debilitar el poder eclesiástico fue el envío de la escultura más importante de la ciudad.  Por ello, en 1778 ordenó el traslado del Jesús Nazareno de la Merced, junto con la imagen de la Virgen, para obligar a los mercedarios a mudarse.  El traslado fue penoso, pues los indígenas encargados del trabajo se tardaron en llegar a recogerlo y los feligreses antigüeños rezaban y lloraban la pérdida de la imagen mientras esperaban. Cuando salió Jesús de la Merced en un cajón, las personas lo acompañaron hasta la garita de Animas en las afueras de la ciudad; un devoto llevó cargando la cruz de la imagen hasta San Lucas, población que está a quince kilómetros del convento mercedario en Antigua Guatemala. Tras parar en San Lucas Sacatepéquez y en Mixco, las imágenes llegaron finalmente a la Nueva Guatemala de la Asunción por la noche, y el Cristo fue recibido por los frailes franciscanos y luego por los mercedarios, para ser depositado en una armazón de madera en el terreno en donde iba a construir el templo mercedario de la nueva ciudad.  Martín de Mayorga llegó a ver a la imagen, dando así por concluido el episodio más difícil del traslado de la ciudad. En 1801, la cofradía de Jesús Nazareno de la Merced trasladó el retablo de la imagen a la nueva ciudad, aunque la iglesia todavía no se había construido.  Hasta 1813, cuando se inauguró la iglesia mercedaria en la nueva ciudad el resto de los retablos fueron enviado a la Nueva Guatemala, pero el antiguo templo siguió funcionando como parroquia.
Mientras tanto, la ciudad de Santiago empezó a llamarse la «arruinada Guatemala», «Santiago de Guatemala antiguo» y la «antigua ciudad».  Fue abandonada por todas las autoridades reales y municipales, y en 1784 por las dos últimas parroquias: Candelaria y Nuestra Señora de los Remedios, quedándose también sin autoridades eclesiásticas.  Pocos años después el arzobispo Cayetano Francos y Monroy autorizó el funcionamiento de tres parroquias interinas que llevaron el nombre de sus antecesoras: «San Sebastián», «Candelaria» y «Los Remedios», en donde se guardó la mayor cantidad de obras de arte religioso que permaneció en la antigua Guatemala. Tras la independencia de 1821 recuperó la categoría de ciudad y fue nombrada como cabecera del departamento de Sacatepéquez. Avanzado el siglo xix, la parroquia de San Sebastián tuvo que ser trasladada al templo mercedario, en donde ha estado desde entonces.

### El moderno Jesús Nazareno de la Merced de Antigua Guatemala

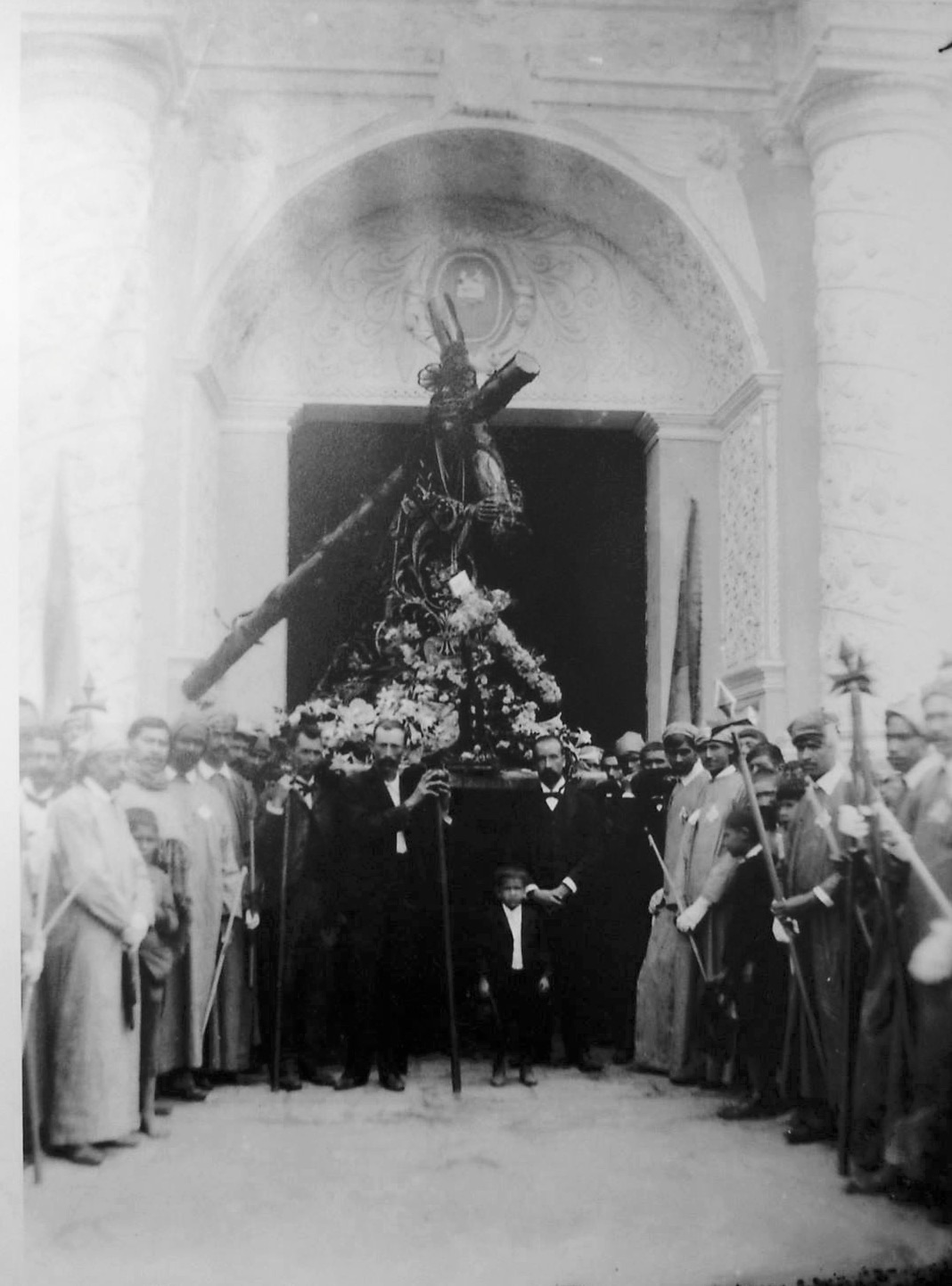
Procesión del nuevo Jesús Nazareno de la Merced en 1934.

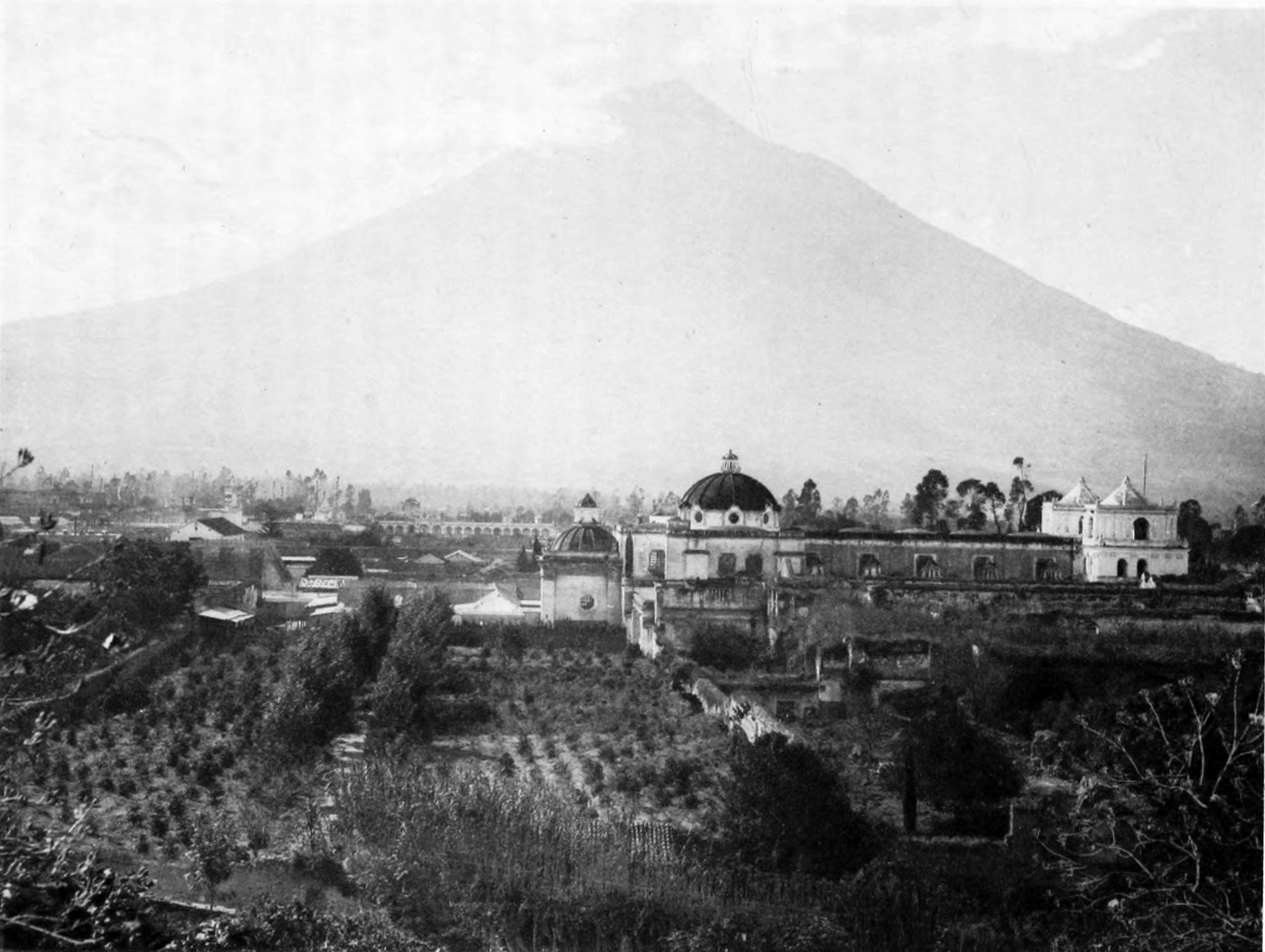
La Merced en 1895.

Luego del traslado forzoso del Jesús Nazareno mercedario en 1778 a la Nueva Guatemala de la Asunción para que los vecinos de ese barrio se trasladaran a la nueva capital junto con su venerada imagen, la iglesia de La Merced no tuvo imagen de nazareno; por otra parte, para evitar que se repitieran los motines violentos de mulatos en la nueva ciudad, las autoridades decidieron dejar a la imagen de Jesús Nazareno de la ermita de San Jerónimo, en el barrio mulato de Antigua Guatemala.  Esta imagen fue trasladada a la parroquia de San Sebastián en 1804 y luego, en forma definitiva, a la Iglesia de la Merced, en donde se encuentra desde entonces y en donde se ha convirtió en la más simbólica de la Semana Santa en Antigua Guatemala.  Antiguamente se creía que la imagen de Jesús Nazareno era originalmente de la Ermita de la Santa Cruz, pero investigaciones modernas demostraron que provenía de la ermita de San Jerónimo.

### Terremotos posteriores
En 1874, la ciudad fue nuevamente afectada por un grave terremoto, pero no dañó al edificio mercedario por su robusta construcción.
Un siglo después, el terremoto del 4 de febrero de 1976 —de 7.5 grados en la escala Richter— destruyó gran parte del país y numerosas estructuras en ruinas de la ciudad, pero no le causó mayores daños al templo mercedario, aunque sus imágenes religiosas fueron sacadas al atrio por precaución.

## Turismo

### Ruta del Hermano Pedro
| «Recorrer los lugares en los que anduvo el Santo Hermano Pedro y conocer su legado como las obras sociales, es parte del aprendizaje de la peregrinación. La «Ruta del Peregrino» permite que uno experimente una forma diferente de conocer la Antigua Guatemala». |

La iglesia de Nuestra Señora de las Mercedes es una de las etapas de la Ruta turística conmemorativa del Hermano Pedro, la cual permite realizar un recorrido de los monumentos de La Antigua Guatemala a través de la vida y obra del Hermano Pedro.
Esta ruta incluye -entre otros- visitas a los telares de Pedro Armengol, al monumento al Hermano Pedro y el Arco del Matasanos, Hospital Real de Santiago, tumba del hermano Pedro en la iglesia de San Francisco y al monumento y convento de la Compañía de Jesús.

### Semana Santa

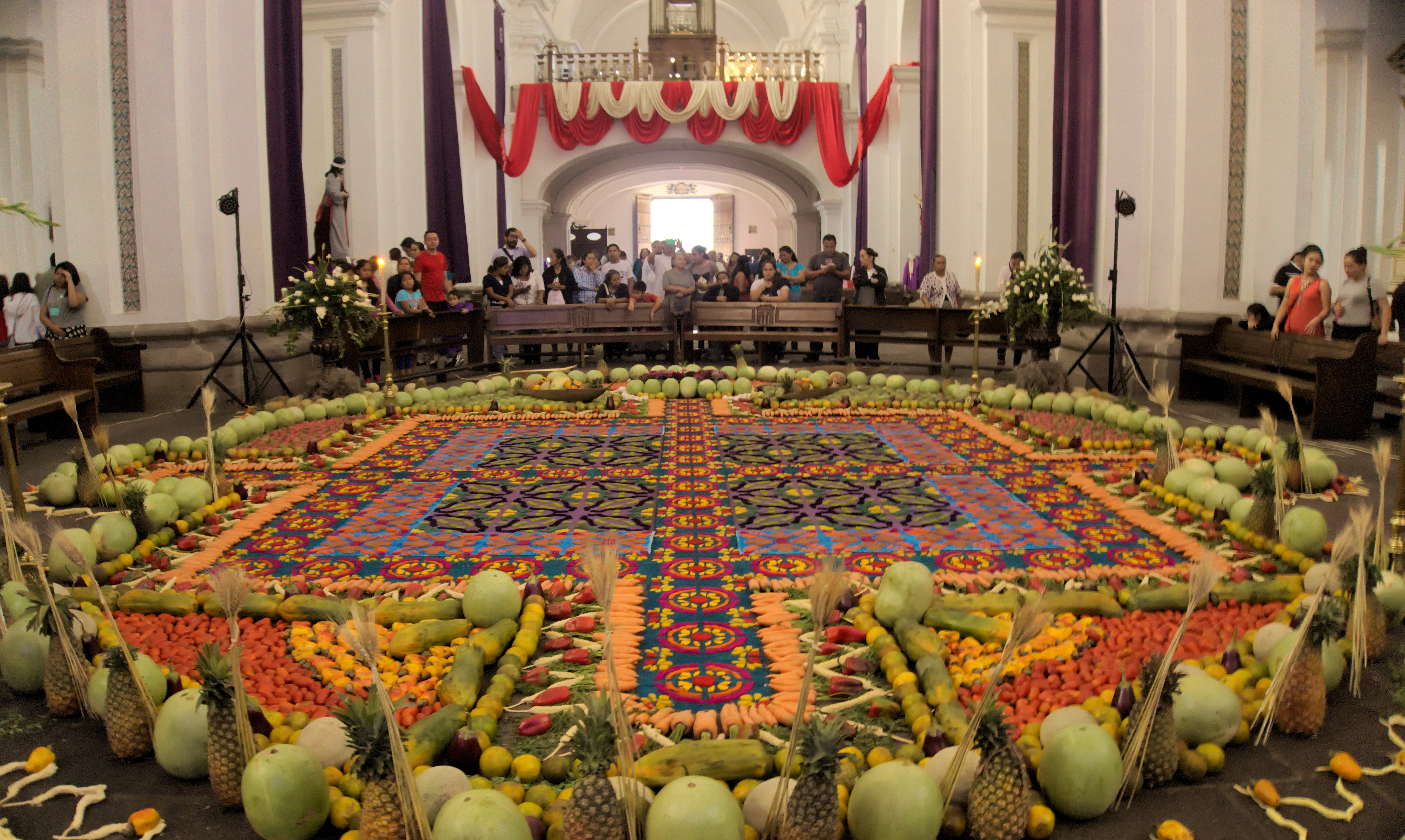
Alfombra de aserrín colorido, decorado con frutas y verduras, en Iglesia de La Merced durante Semana Santa 2016.

Las procesiones de Semana Santa son uno de los principales atractivos turísticos en Guatemala. Son tradiciones que se han mantenido intactas a través de muchos siglos desde muy tempranas épocas y se realizaban las mismas con Imágenes que actualmente se encuentran en la Ciudad de Guatemala capital actual del país desde 1,776.  Listado de las procesiones que salen de algunos templos de la Ciudad y pueblos aledaños:

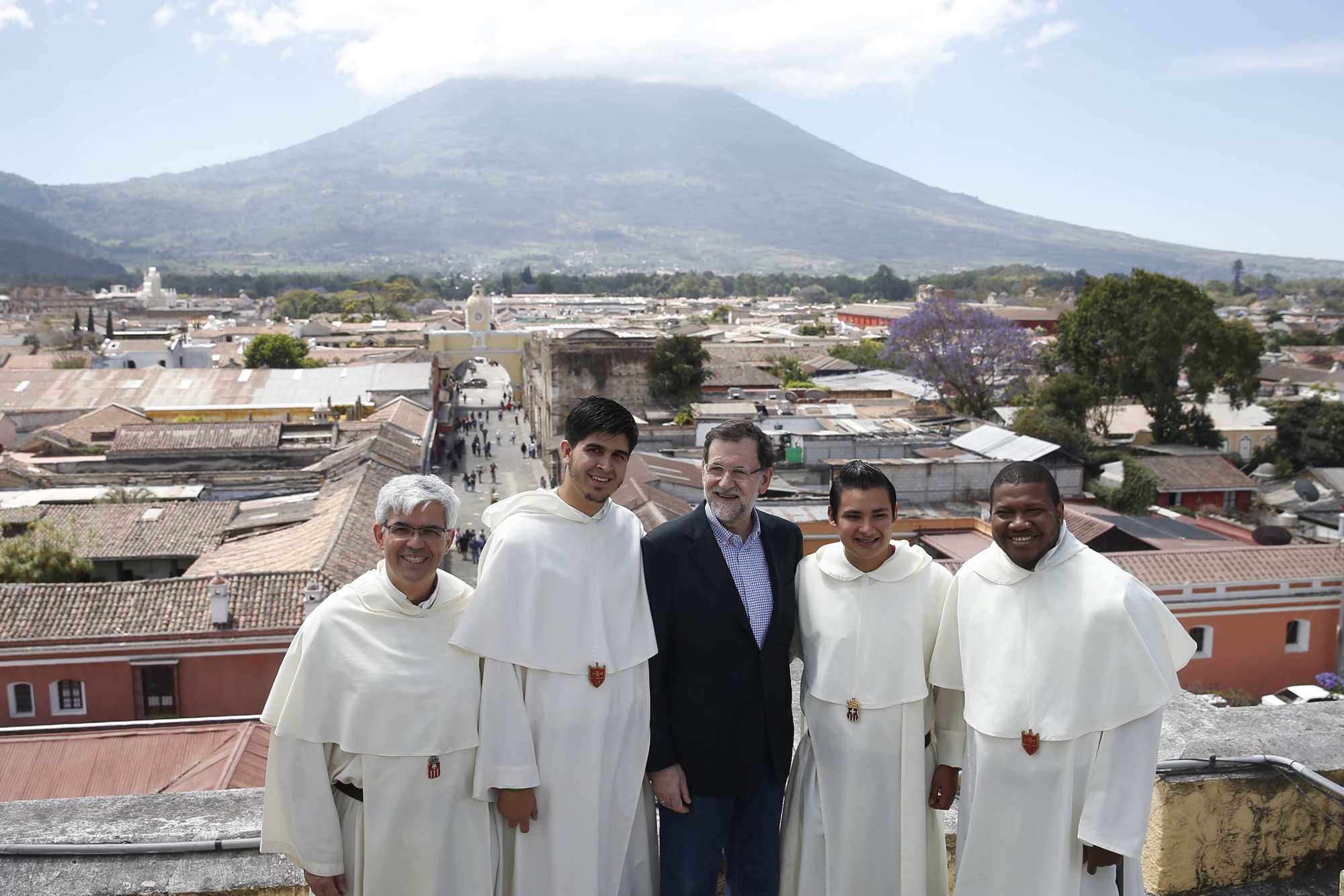
Mariano Rajoy, presidente del gobierno de España en la Iglesia de la Merced, 2015.

| Día              | Imagen | Horario                   |
| ---------------- | --- | ------------------------- |
| Domingo de Ramos | Jesús Nazareno de la Merced en Su Procesión de la Reseña                                                      | 08:30 a. m. - 11:00 p. m. |
| Jueves Santo     | Jesús Nazareno del Perdón de la Iglesia de San Francisco (La Antigua Guatemala)                               | 12:00 p. m. - 11:00 p. m. |
| Jueves Santo     | Jesús Nazareno de la Humildad del Templo San Cristóbal el Bajo                                                | 11:00 a. m. - 11:00 p. m. |
| Viernes Santo    | Jesús Nazareno de la Merced en su Procesión de Penitencia                                                     | 4:00 a. m. - 3:00 p. m.   |
| Viernes Santo    | Santo Entierro con la C.I del Señor Sepultado y María Santísima de la Soledad de la Iglesia Escuela de Cristo | 4:00 p. m. - 2:00 a. m.   |
| Viernes Santo    | Procesión del Señor sepultado del Templo de San Felipe de Jesús.                                              | 3:00 p. m. - 6:00 a. m.   |